# 시바촌 (사이타마현)
시바촌(芝村)은 사이타마현 기타아다치군에 존재했던 촌이다.

## 지리
- 현재의 가와구치시에 해당한다.
- 사이타마현 중앙(기타아다치) 지역의 남부에 위치한다.
- 북쪽에서 흘러온 미누마 대용수 서쪽 가장자리가 서쪽으로 진로를 바꾸어 마을 북부를 동서로 가로지른다. 또한, 시바강은 촌의 동쪽을 북쪽에서 남쪽으로 흐르고 있으며, 촌내를 통과하지 않는다. 거의 전 지역이 해발 10m 이하의 저지대이며, 자연제방 등 미세한 고지대에 의한 약간의 기복을 제외하면 전체적으로 평탄하다. 마을의 북쪽 끝이 오미야 고원의 남쪽 끝부분에 아주 약간 걸쳐 있다.

## 역사
- 1889년 4월 1일 - 정촌제 시행에 병행하여, 기타아다치군 시바촌이 성립하였다.
- 1940년 4월 1일 - 기타아다치군 하토가야정(1950년에 재분리), 가미네촌, 신고촌과 함께 가와구치시에 편입해, 시바촌은 소멸하였다.